# Szolnoki Olaj KK
Szolnoki Olaj Kosárlabda Klub (deutsch Szolnoker Öl Basketballverein) ist ein ungarischer Basketballverein aus Szolnok in der Puszta. Der Verein wurde 1959 als Alföldi Olajbányász von Arbeitern in der Erdölförderung gegründet. Seit 1988 lautet die Vereinsbezeichnung Szolnoki Olajbányász beziehungsweise Szolnoki Olaj.

## Geschichte
Alföldi Olaj spielte erstmals in den 1980er Jahren erstklassig in der nationalen Meisterschaft. 1989 gelang der Wiederaufstieg als Szolnoki Olaj und bereits in der zweiten Saison gewann man erstmals die ungarische Meisterschaft. 1993 wurde man Vizemeister und erreichte von 1993 bis 1995 dreimal hintereinander das nationale Pokalfinale. Anschließend blieben weitere Erfolge zunächst aus.
Nach einer Vizemeisterschaft im Jahr 2000 gewann im Jahr 2002 erstmals den nationalen Pokal. Nach einer weiteren Durststrecke folgte 2007 erstmals das nationale Double, welches dann 2011 und 2012 wiederholt werden konnte. In der Spielzeit 2010/11 konnte man sich zudem erfolgreich für den europäischen Vereinswettbewerb EuroChallenge qualifizieren, ein Jahr marschierte die Mannschaft, angeführt von den ungarischen Nationalspielern Obie Trotter und Márton Báder, dem bulgarischen Nationalspieler Christo Nikolow sowie dem US-Amerikaner Brandon Gay, sogar überraschend ins Final-Four-Turnier dieses Wettbewerbs. Als Ausrichter dieses Finalturniers wechselte man in die 130 km entfernte Fönix Hall in Debrecen. Das Halbfinale verlor man jedoch gegen die favorisierte Mannschaft von Beşiktaş Milangaz.

## Bekannte Spieler
- Ajmal Basit

- Winsome Frazier

- Brandon Gay
- Teddy Gipson

- Chris Oliver

- Radenko Pilčević

- Sead Šehović

- Marcel Țenter
- Obie Trotter